# Јанавичи
Јанавичи или Јановичи (блр. Янавічы; рус. Яновичи) насељено је место са административним статусом варошице (городской посёлок) на крајњем североистоку Републике Белорусије. Насеље административно припада Витепском рејону Витепске области.
Према процени из 2010. у насељу је живело свега 900 становника.

## Географија
Насеље лежи на обалама речице Вимњанке, на око 38 км североисточно од административног центра области Витепска и око 26 км северно од железничке странице Љозна са којом је повезан друмским правцем.

## Историја
Насеље Јанавичи се у писаним изворима први пут помиње током XVI века, нарочито је било познато по пијацама на којима су се продавали коњи.
Године 1885. у Јанавичима је подигнута православна црква посвећена Светој Тројици (цркву су 1943. спалили немачки нацисти). Почетком XX века у насељу је живело око 2 хиљаде становника.
Године 1957. у Јанавиче је пренесен центар Сурашког рејона, потом су били делом Витепског рејона, па потом Љозненског, а од 1962. поново су део Витепског рејона. Садашњи грб насеља датира из 2006. године.

## Становништво
Према процени, у насељу је 2010. живело свега око 900 становника.
| 1897. | 1979. | 1989. | 1999. | 2009. | 2010. |
| ----- | ----- | ----- | ----- | ----- | ----- |
| ---   | ---   | ---   | ---   | ---   | 900*  |

Напомена: према процени националне статистичке службе Белорусије.